# Stephen Lord
Stephen Lord es un actor británico, conocido por haber interpretado a Jase Dyer en la serie EastEnders.

## Biografía
Estudió en el Salford College de Música y Drama.
En 2006 comenzó a salir con la actriz Elaine Cassidy, a quien conoció en la película The Thrut. La pareja se casó el 31 de diciembre de 2007; tuvieron una hija, Kila Lord Cassidy, el 16 de septiembre de 2009, y un hijo, Lynott Lord Cassidy, el 23 de enero de 2013.

## Carrera
Apareció en películas y series como Shooting Stars, In Suspicious Circumstances, Raining Stones y en Wilderness Edge, donde interpretó a Luke Baylis.
Desde 1998 hasta 1999, interpretó al oficial de policía Steve Jackson en la serie City Central.
El 19 de julio de 2007, se unió al elenco de la exitosa y popular serie británica EastEnders, donde interpretó a Jason "Jase" Dyer hasta el 29 de agosto de 2008.
En 2010 apareció como personaje recurrente en la serie Casualty, donde interpretó a Warren Clements hasta 2011. En 2013 apareció como invitado en el octavo episodio de la tercera temporada de la popular serie norteamericana Once Upon a Time, donde dio vida a Malcolm, la contraparte de Peter Pan. En 2014 apareció en la serie Penny Dreadful como a Warren Roper hasta 2015. En 2016 se unió al elenco de la serie Marcella, donde interpretó a Stuart Callaghan.

## Filmografía

### Series de televisión
| Año         | Título                            | Personaje        | Notas                       |
| ----------- | --------------------------------- | ---------------- | --------------------------- |
| 2016        | Frontier                          | Cedric Brown     | 2 episodios                 |
| 2016        | New Blood                         | Raymond Keane    | 2 episodios                 |
| 2016        | Marcella                          | Stuart Callaghan | 4 episodios                 |
| 2014 - 2015 | Penny Dreadful                    | Warren Roper     | 6 episodios                 |
| 2013        | Once Upon a Time                  | Malcolm          | 2 episodios                 |
| 2012 - 2013 | Shameless                         | Dominic Meak     | 18 episodios                |
| 2011        | PhoneShop                         | Ray              | episodio "Sleepyman"        |
| 2010 - 2011 | Casualty                          | Warren Clements  | 11 episodios                |
| 2009        | Dr. Hoo                           | Smart            | tv serie                    |
| 2007 - 2008 | EastEnders                        | Jase Dyer        | 93 episodios                |
| 2006        | Sea of Souls                      | Angus Jenson     | episodio "Insiders"         |
| 1998 - 1999 | City Central                      | Steven Jackson   | 20 episodios                |
| 1994 - 1997 | Common As Muck                    | Jonno Fox        | 12 episodios                |
| 1996        | Testament: The Bible in Animation | Hijo             | episodio "Daniel"           |
| 1996        | Into the Fire                     | Danny            | miniserie                   |
| 1993        | Screen One                        | Alf              | episodio "The Billion Boys" |
| 1993        | Heartbeat                         | Paul Manston     | episodio "Bitter Harvest"   |
| 1993        | Luv                               | Darwin Craven    | episodio # 1.4              |
| 1992        | The Bill                          | Robert Parsons   | episodio "Radio Waves"      |

### Películas
| Año  | Título                      | Personaje       | Notas                                                                          |
| ---- | --------------------------- | --------------- | ------------------------------------------------------------------------------ |
| 2013 | Default                     | Kane            | junto a Katherine Moennig, Senyo Amoaku, Benjamin Ochieng & David Oyelowo      |
| 2011 | Desperate Measures          | Ross            | junto a Ricci Harnett                                                          |
| 2011 | Pickle                      | Jim             | corto - junto a Natalie Jayne Batten & Mark Fleischmann                        |
| 2010 | Jackboots on Whitehall      | Varios          | junto a Ewan McGregor, Rosamund Pike & Alan Cumming                            |
| 2010 | Route Irish                 | Steve           | junto a Mark Womack, Andrea Lowe & John Bishop                                 |
| 2008 | The Shepherd: Border Patrol | Benjamin Meyers | junto a Jean-Claude Van Damme & Natalie J. Robb                                |
| 2008 | Kill Kill Faster Faster     | Jarvis          | junto a Gil Bellows, Esai Morales & Lisa Ray                                   |
| 2008 | Reverb                      | Wurzel          | junto a Leo Gregory, Eva Birthistle, Pamela Banks, Neil Newbon & Margo Stilley |
| 2007 | Until Death                 | Jimmy Medina    | junto a Jean-Claude Van Damme, Stephen Rea & Gary Beadle                       |
| 2006 | The Truth                   | Felix           | junto a Elaine Cassidy & William Beck                                          |
| 2005 | Frozen                      | Conductor Kenny | junto a Richard Armitage, Sean Harris & Shirley Henderson                      |
| 2004 | The Tell-Tale Heart         | Ed Poe          | corto - junto a Oliver Bradshaw & Michael Roberts                              |
| 2003 | LD 50 Lethal Dose           | Espía           | junto a Katharine Towne, Melanie Brown, Tom Hardy & Philip Winchester          |
| 2003 | Octane                      | Ladrón          | junto a Madeleine Stowe, Norman Reedus, Jonathan Rhys Meyers & Mischa Barton   |
| 2003 | Real Men                    | Alex Collins    | junto a Ben Daniels                                                            |
| 2002 | Al's Lads                   | Eddy            | junto a Marc Warren, Kirsty Mitchell & Al Sapienza                             |
| 2001 | South West 9                | Fazer           | junto a Stuart Laing, Mark Letheren, Nicola Stapleton & Wil Johnson            |
| 1999 | Fast Food                   | Flea            | junto a Gerard Butler, Danny Midwinter & Douglas Henshall                      |
| 1996 | Giving Tongue               | Lionel Giddings | junto a Michael Angelis                                                        |
| 1995 | Judge Dredd                 | Zed Squatter 1  | junto a Sylvester Stallone & Phil Kingstone                                    |
| 1993 | Raining Stones              | -               | junto a Bruce Jones                                                            |

### Director, guionista y productor
| Año  | Título  | Notas                                        |
| ---- | ------- | -------------------------------------------- |
| 2009 | Dr. Hoo | guionista, co-productor ejecutivo & director |

## Premios y nominaciones
| Año  | Categoría            | Premio              | Serie      | Resultado |
| ---- | -------------------- | ------------------- | ---------- | --------- |
| 2008 | Mejor recién llegado | British Soap Awards | EastEnders | Nominado  |